# Belgioioso
Belgioioso é uma comuna italiana da região da Lombardia, província de Pavia, com cerca de 5.362 habitantes. Estende-se por uma área de 24 km², tendo uma densidade populacional de 223 hab/km². Faz fronteira com Albaredo Arnaboldi, Albuzzano, Corteolona, Filighera, Linarolo, San Cipriano Po, Spessa, Torre de' Negri.

## Demografia
| Variação demográfica do município entre 1861 e 2011                               |
|                                                                                   |
| Fonte: Istituto Nazionale di Statistica (ISTAT) - Elaboração gráfica da Wikipedia |